# Мехмудабад-Немуне
Мехмудаба́д-Немуне́ (перс. محمودآباد نمونه‎, азерб. Mahmudabad) — город на северо-западе Ирана, в провинции Казвин. Входит в состав шахрестана Казвин.

## География
Город находится в центральной части провинции, на расстоянии приблизительно 7 километров к западу от Казвина, административного центра провинции и на расстоянии 130 километров к северо-западу от Тегерана, столицы страны. Абсолютная высота — 1315 метров над уровнем моря.

## Население
По данным переписи 2006 года численность населения составляла 19 669 человек. в национальном составе преобладают азербайджанцы, в конфессиональном — мусульмане-шииты.

## Транспорт
Ближайший аэропорт расположен в городе Казвин.